# Ghiacciaio Kovacs
Il Ghiacciaio Kovacs (in lingua inglese: Kovacs Glacier) è un ghiacciaio antartico situato sul fianco sudorientale della Lexington Table, che fluisce in direzione est-nordest andando a confluire nel Ghiacciaio Support Force, che fa parte del Forrestal Range nei Monti Pensacola, in Antartide. 
La denominazione è stata assegnata nel 1979 dall'Advisory Committee on Antarctic Names (US-ACAN) in onore di Austin Kovacs, che nel 1973-74 aveva guidato (assieme a G. Erlanger e G. Abele) il gruppo "Cold Regions Research and Engineering Laboratory" dell'United States Antarctic Research Program; Kovacs inoltre aveva lavorato nel Canale McMurdo.